# Stine Lise Hattestad
Pour les articles homonymes, voir Hattestad.
Stine Lise Hattestad, née le 30 avril 1966 à Oslo, est une skieuse acrobatique norvégienne spécialisée dans les épreuves de bosses.

## Biographie
Au cours de sa carrière, elle a notamment remporté le titre olympique lors des Jeux olympiques d'hiver de 1994 à Lillehammer (Norvège) et un titre de championne du monde aux bosses lors des championnats du monde 1993 à Altenmarkt im Pongau (Autriche).

## Palmarès

### Ski acrobatique
| Édition/Discipline | Bosses |
| ------------------ | ------ |
| JO 1992            | Bronze |
| JO 1994            | Or     |

### Championnats du monde
| Édition/Discipline | Bosses | Saut acrobatique |
| ------------------ | ------ | ---------------- |
| Mondiaux 1986      | 9e     | 10e              |
| Mondiaux 1991      | 6e     |                  |
| Mondiaux 1993      | Or     |                  |

### Coupe du monde
- Meilleur classement au général : 5e en 1986.
- 2 petits globe de cristal :
  - Vainqueur du classement bosses en 1988 et 1993.
- 44 podiums dont 10 victoires.